# Wang Yi (polític)
Wang Yi (en xinès 王毅) (1953) polític xinès, Conseller d'Estat i Ministre d'Afers Exteriors (Ministeri d'Afers Exteriors de la República Popular de la Xina (2013-2022) i una segona etapa a partir del juliol del 2023.

## Biografia
Wang Yi va néixer a Pequín el 1953. Va començar a treballar el 1959 i el 1969 es va adherir al Partit Comunista Xinès.
Va estudiar japonès al l'institut de llengües asiàtiques i africanes de la Universitat Internacional de Pequín (1978-1982). Posteriorment va fer un màster en economia a la Universitat de Nankai a Tianjin (1996-1998) i va ampliar la formació a l'Institut de Relacions Exteriors de la Universitat de Georgetown (1997-1998).
Com a conseqüència de la Revolució Cultural va ser enviat durant vuit anys (1969-1977) a la regió de Mongòlia Interior i a Heilongjiang. A la seva tornada a Pequín va treballar en el Departament de Recerca i Informació del Ministeri de Correus i Telecomunicacions.

### Càrrecs ocupats
Pràcticament tota la seva carrera política l'ha desenvolupada en el Ministeri d'Afers Exteriors:
1988-1989: Funcionari, director Adjunt i Director del Departament d'Àsia 
1989-1994: Conseller, Ministre Conseller a l'ambaixada de la Xina al Japó
1994-1995: Director general adjunt del departament d'Àsia
1995-1998: Director General del departament d'Àsia
1998-2001: Director General d'estudis polítics
2001-2004 i 2007-2008: Viceministre d'Afers Exteriors
2004-2007: Ambaixador de la Xina al Japó
2008-2013: Cap del Comitè Central del Partit Comunista pels afers de Taiwan
Des de 2013 a 2022 : Ministre d'Afers Exteriors i una segona etapa a partir del juliol del 2023.
En els 17è, 18è i 19è Congrés Nacional del Partit Comunista de la Xina, ha estat membre del Comitè Central del Politburó.

## Activitat diplomàtica
En un viatge a Europa, el 2024 va manifestar: ".. que la Xina considera la UE com una força important en l'estructura multipolar, dona suport a la integració europea i dona suport al desenvolupament i l'enfortiment de la UE, així com la materialització de la seva autonomia estratègica. Sempre que la Xina i la UE reforcin la solidaritat i la col·laboració, es podrà evitar la confrontació entre blocs. El món és un espai global en què tots els països tenen interessos entrellaçats i un futur compartit. La Xina està disposada a treballar amb Europa per defensar conjuntament el sistema de lliure comerç, practicar el multilateralisme i impulsar un món multipolar igualitari i ordenat i una globalització econòmica universalment beneficiosa i inclusiva, amb vista a crear de manera mancomunada un futur millor per a la humanitat"
L'agost del 2025 en la  seva primera visita en tres anys a l'Índia va manifestar : La Xina i l'Índia s'haurien de veure com a "socis i oportunitats" i oferir al món "la certesa i l'estabilitat molt necessàries". Reunit amb el seu homòleg indi, Subrahmanyam Jaishankar, a Nova Delhi , Wang va dir" que tots dos països haurien de "destinar els preciosos recursos de l'altre al desenvolupament i la revitalització". "La Xina i l'Índia haurien d'explorar el camí correcte de tractar-se mútuament amb respecte i confiança, viure en pau, perseguir el desenvolupament junts i aconseguir una cooperació beneficiosa per a tothom... i consolidar l'impuls de millorar les relacions entre la Xina i l'Índia".